# Magicicada septendecula
Magicicada septendecula là một loài côn trùng trong họ Cicadidae. Nó là loài đặc hữu Hoa Kỳ.

## Hình ảnh

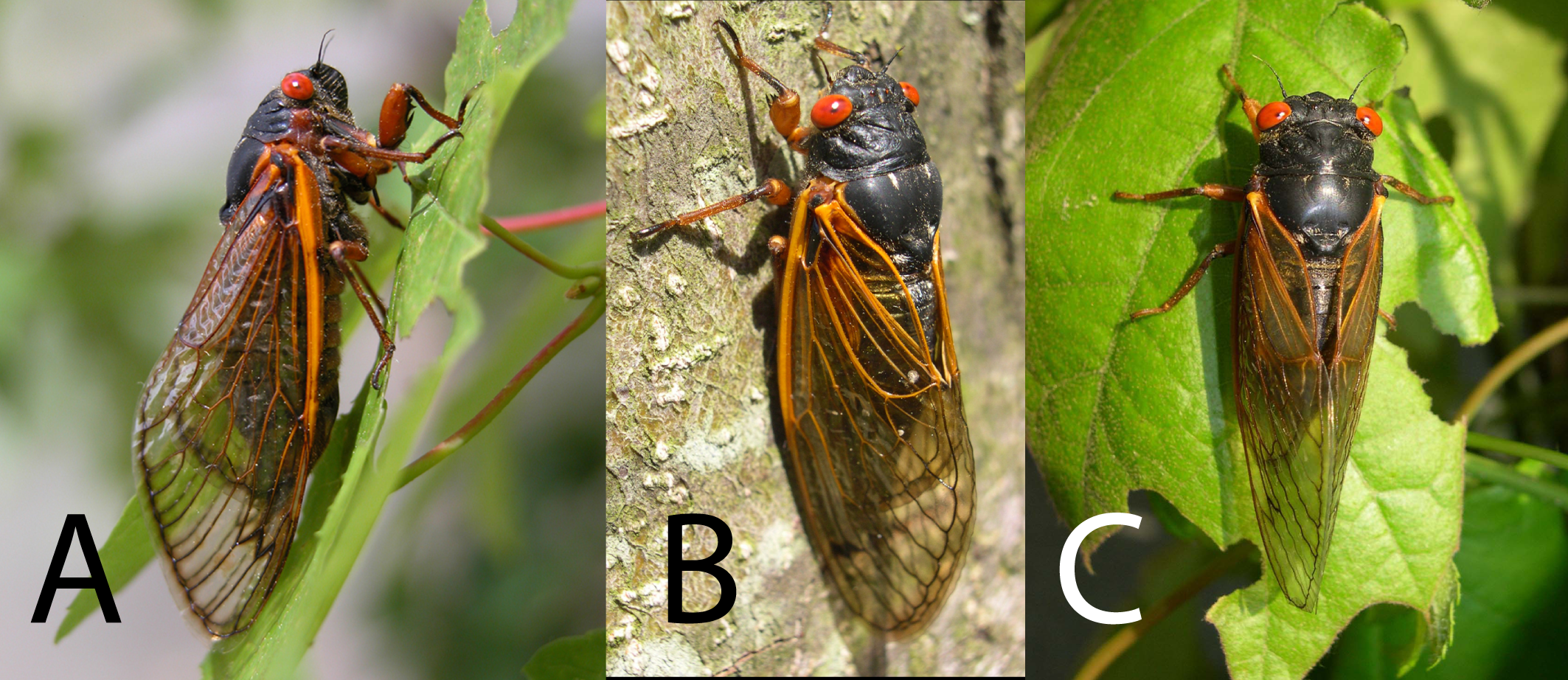
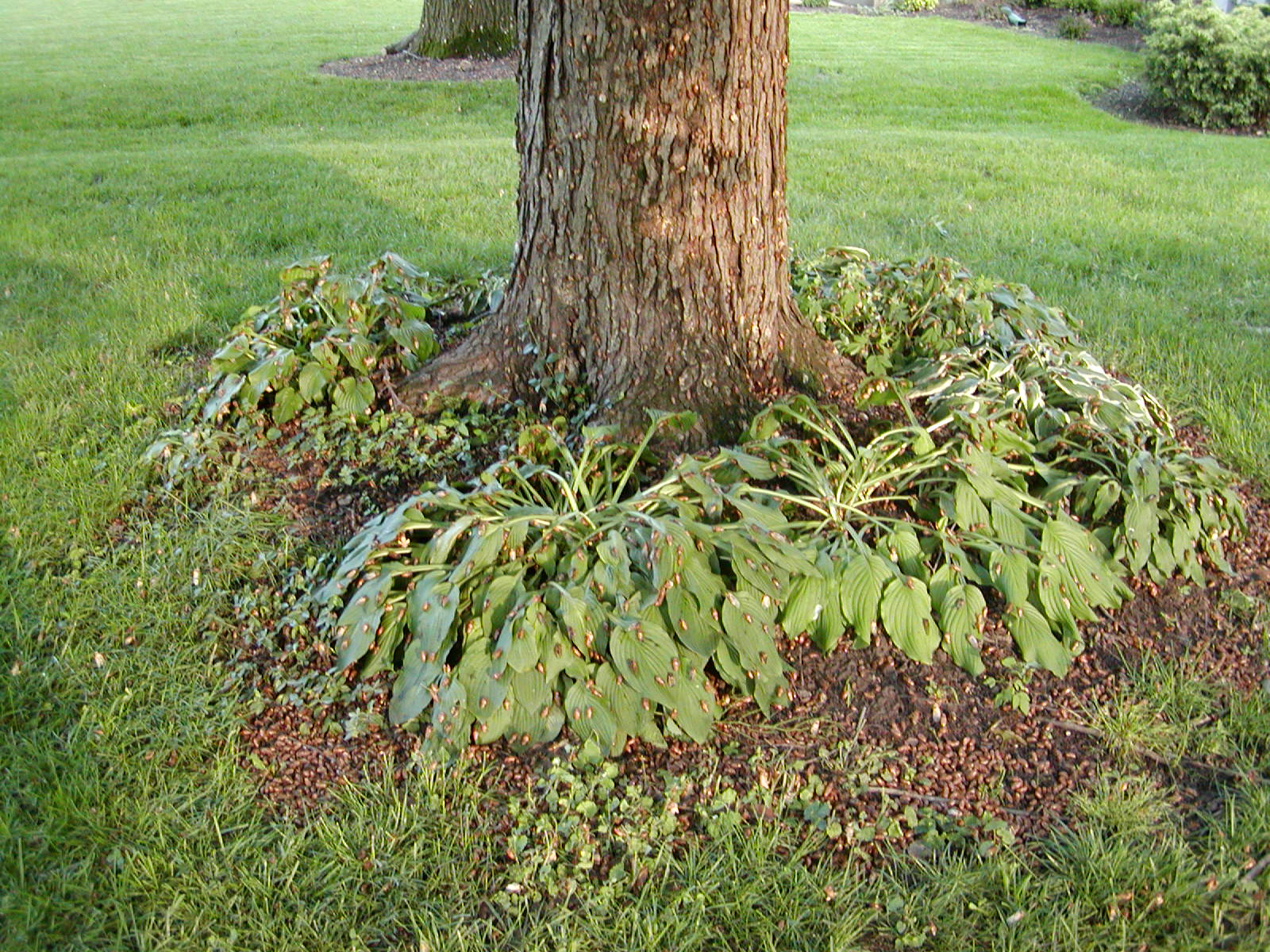
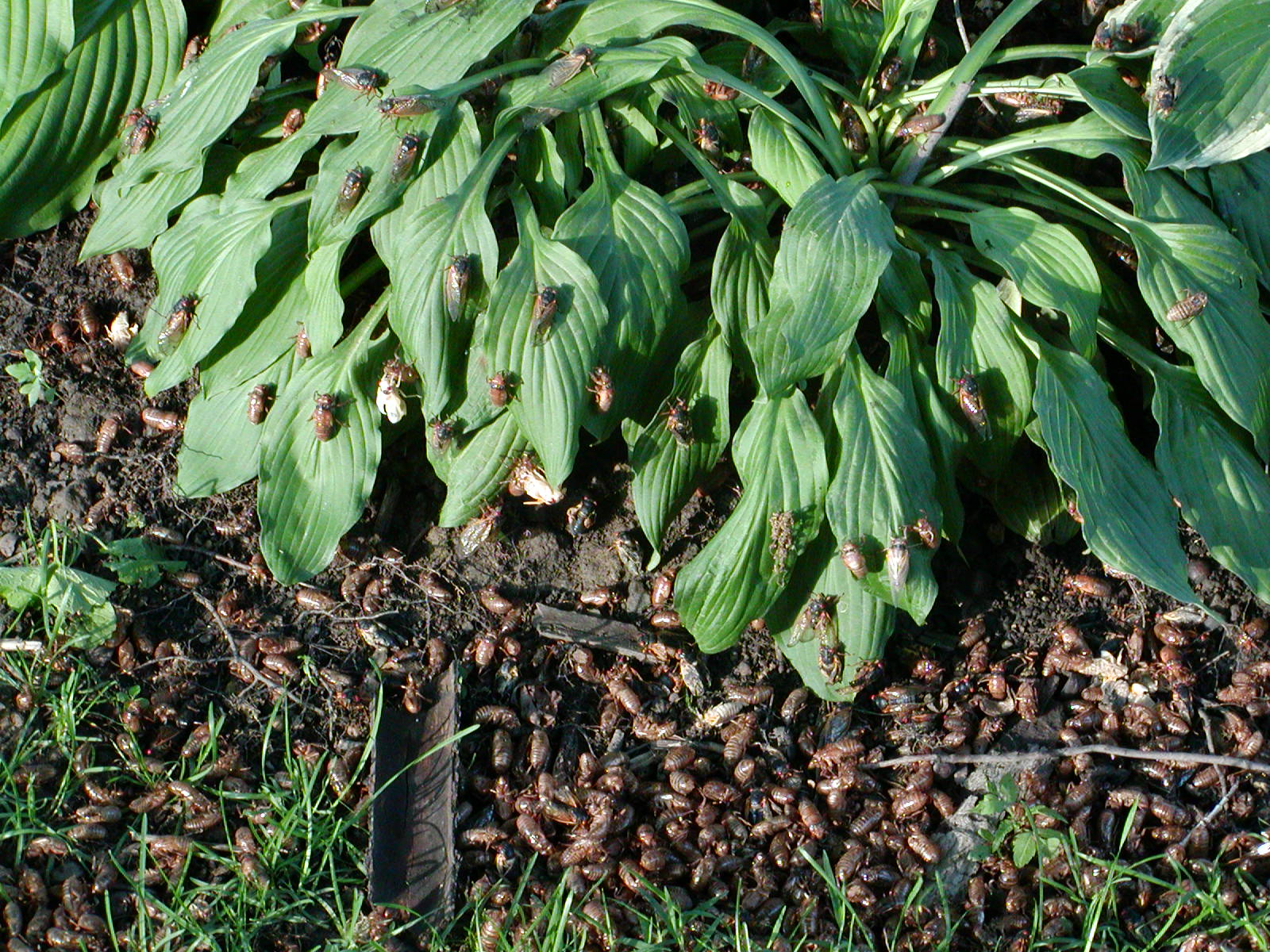